# Johann Lichnowski
Johann Lichnowski (Opava, 1903. augusztus 6. – München, 1974. február 25.) Európa-bajnok német nemzetiségű csehszlovák jégkorongozó, olimpikon.
Az 1928. évi téli olimpiai játékokra visszatért a jégkorongtornára. A csehszlovákok a B csoportba kerültek. Az első mérkőzésen a svédektől kikaptak 3–0-ra, majd a lengyeleket verték 3–2-ra. A csoportban a másodikok lettek, és nem jutottak tovább. Összesítésben a 8. helyen végeztek.
Az 1929-es jégkorong-Európa-bajnokságon aranyérmes lett.
Klubcsapata a Troppauer EV volt.